# Andrij Hloesjtsjenko
Andrij Oleksandrovytsj Hloesjtsjenko (Russisch: Андрій Олександрович Глущенко)  (Kirovograd, 23 oktober 1977) is een Oekraïense triatleet. Hij nam driemaal deel aan de Olympische Spelen, maar won hierbij geen medailles.
Hloesjtsjenko deed in 2000 mee aan de eerste triatlon op de Olympische Spelen van Sydney. Hij behaalde een elfde plaats in een tijd van 1:49.30,17. In Athene (2004) en Peking (2008) moest hij nog voor de finish uitstappen.

## Titels
- Wereldkampioen triatlon junioren: 1997

## Palmares

### triatlon
- 1996: 22e WK junioren in Cleveland - 1:54.20
- 1996: 6e EK junioren
- 1997:  EK junioren
- 1997:  WK junioren in Perth - 1:53.24
- 1998: 9e EK olympische afstand
- 1998: 68e WK olympische afstand in Lausanne - 2:12.25
- 1999: 28e EK olympische afstand
- 2000: 13e WK olympische afstand in Perth
- 2000: 11e Olympische Spelen in Sydney - 1:49.30,17
- 2000: 9e EK olympische afstand
- 2002: 34e WK olympische afstand in Cancún
- 2002: 26e EK olympische afstand
- 2004: DNF WK olympische afstand
- 2004: 22e EK olympische afstand
- 2004: DNF Olympische Spelen in Athene
- 2006: 58e WK olympische afstand in Lausanne - 2:00.46
- 2008: DNF Olympische Spelen in Peking
- 2010: 24e WK sprintafstand - 54.23

### aquatlon
- 2002:  aquatlon in Mexico